# 诺维利古雷
诺维利古雷（義大利語：Novi Ligure），是意大利亚历山德里亚省的一个市镇。总面积54.22平方公里，人口28687人，人口密度529.1人/平方公里（2009年）。ISTAT代码为006114。

## 友好城市
- 法國 索尔比耶